# Анауак (Чиуауа)
Ана́уак (исп. Anáhuac), официально Колония-Ана́уак (исп. Colonia Anáhuac) — небольшой город в Мексике, штат Чиуауа, входит в состав муниципалитета Куаутемок. Численность населения, по данным переписи 2010 года, составила 9952 человека.

## История
В 1923 году Гваделупа Гардеа Монтес де Ока основал сельскохозяйственную колонию Гардеа на юго-западной стороне озера Лагуна-де-Бустильос. В 1931 году поселению были переданы пахотные земли и она получила статус эхидо. 
17 декабря 1932 года поселение стало округом муниципалитета Куаутемок и переименовано в Анауак, что с языка науатль можно перевести как место изобилия воды.
В 1953 году к югу от Анауака началось строительство завода по производству целлюлозы и вискозы, что привело к бурному экономическому росту, строительству домов для рабочих завода.

## Фотографии

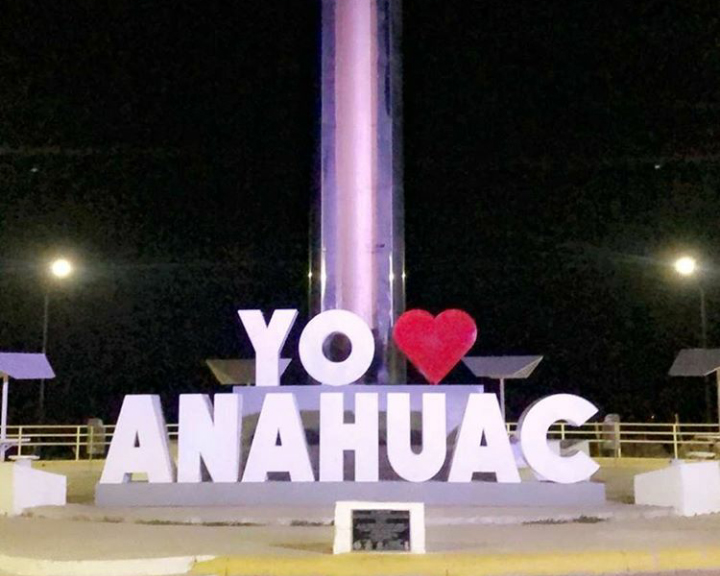
Стела с названием
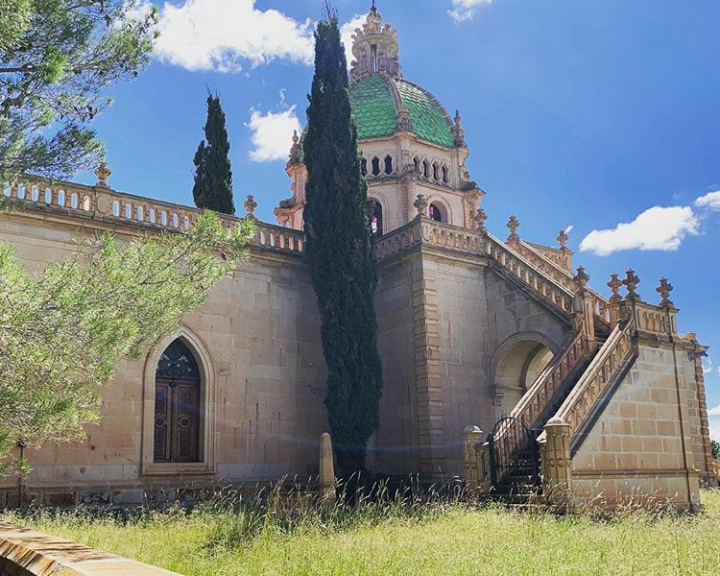
Церковь в асьенде Бустильос
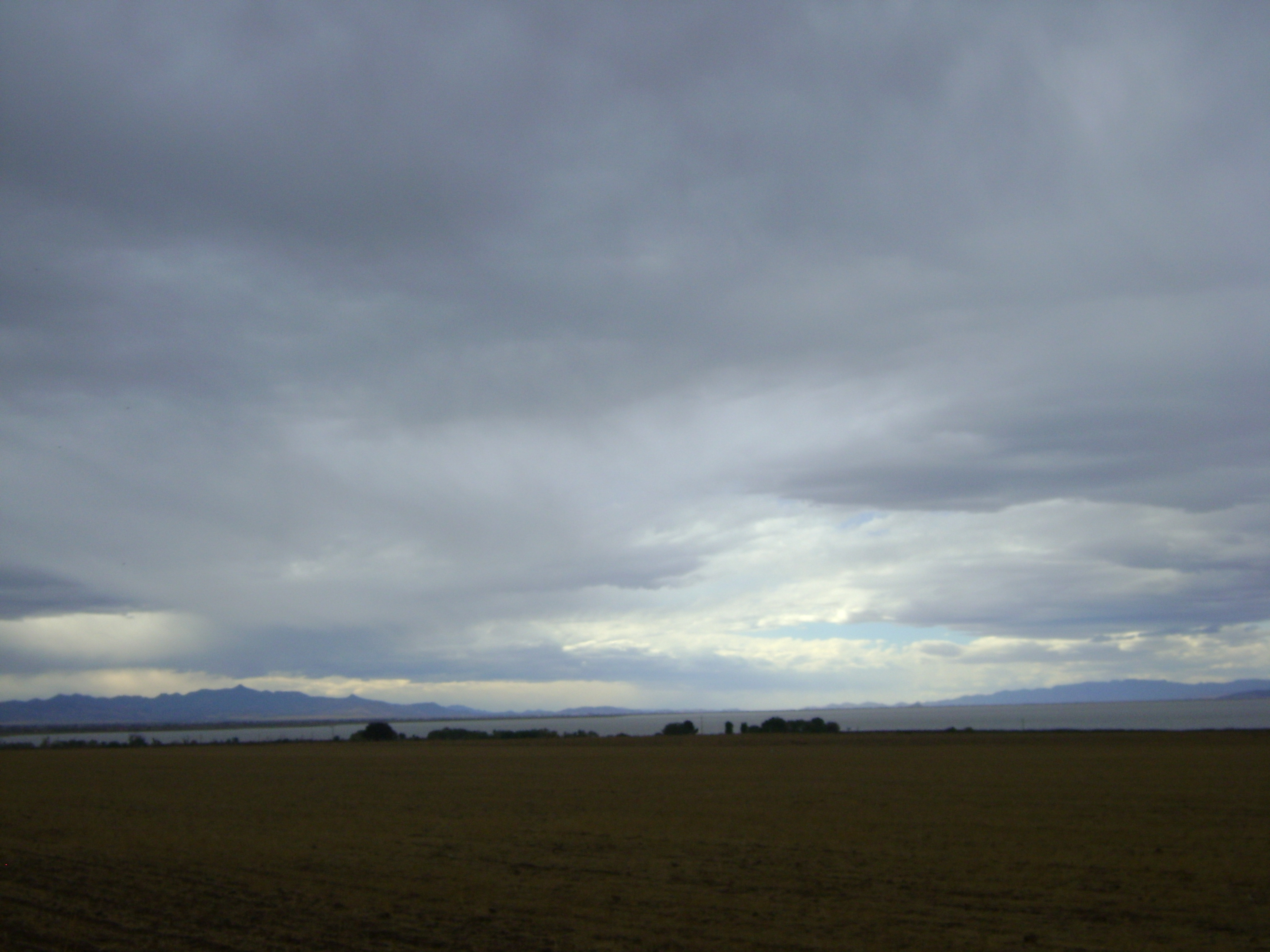
Вид на озеро Лагуна-де-Бустильос